# Peasgoodovo

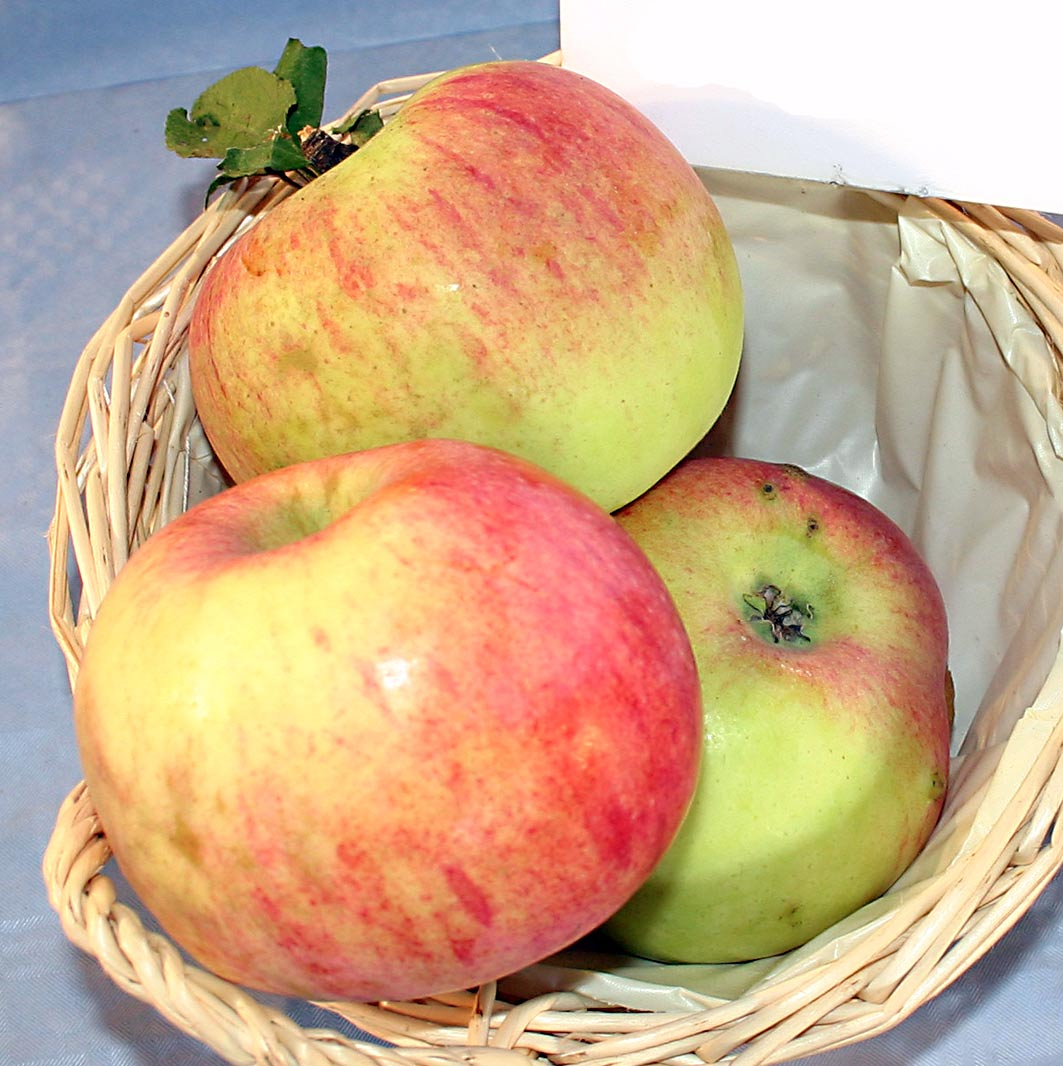
Plody odrůdy 'Peasgoodovo'

Peasgoodovo (Malus domestica 'Peasgoodovo') je ovocný strom, kultivar druhu jabloně domácí z čeledi růžovitých. Řadí se mezi podzimní odrůdy.

## Historie

### Původ
Pochází z Anglie, ze Stamfordu v hrabství Lincolnshire od pěstitele Peasgooda. Semena pocházející z volného sprášení byla vyseta pravděpodobně v roce 1853. Kolem mateřské odrůdy je poněkud nejasno. National Fruit Collection uvádí jako matku středověkou anglickou odrůdu 'Catshead', což je velké, zelené, výrazně žebernaté jablko, využívané na vaření nebo na cider. Naproti tomu je v české literatuře uváděna jako matka stará ruská odrůda 'Car Alexandr', která se již od počátku 19. století v Anglii pěstovala. Navíc charakter plodů odrůdy 'Peasgoodovo' více odpovídá plodům 'Cara Alexandra', podobně jako další odrůdy z 'Cara Alexandra' vyšlechtěné.

### Rozšíření
'Peasgoodovo' se začalo rozšiřovat od r. 1872. V Československu se hojně pěstovalo v zahrádkách před 2. sv. válkou a množilo se ještě v 50. letech.

### Synonyma
'Peasgood's Nonsuch', 'Peasgood's Goldrenette', 'Goldrenette von Peasgood', 'Peasgoods Sondergleichen', 'Sans Pareil de Peasgood' 

a další dle U.F.C.:

 'Gold-Reinette von Peasgood', 'Goldreinette von Peasgood', 'Nesravnennoe', 'Nesravnennoe Pisguda', 'Niezrdwnane Pisguda', 'Non Pareille de Peasgood', 'Peasgood', 'Peasgood Nonesuch', 'Peasgood Nonsuch', 'Peasgood Parotlanja', 'Peasgood's Goldreinette', 'Peasgood's None Such', 'Peasgood's Nonesuch', 'Peasgood's Sondergleichen', 'Peasgood's Unvergleichlicher', 'Peasgoodova', 'Reinette dorte de Peasgood', 'Reinette Peasgood Nonsuch', 'Renet auriu de Peasgood', 'Renet Pisguda', 'Renet zolotoi Pisguda', 'Sans', 'Sans Pareille de Peasgood', 'Sans Pareille Peasgood', 'Sanspareille de Peasgood', 'Sanspareille Peasgood' 

## Vlastnosti

### Růst
Roste bujně a vytváří velké koruny. Větve se pod tíhou ovoce ohýbají a často i lámou. Zejména mladé stromy vyžadují dobrou oporu větví.

### Plodnost a zralost
Plodí brzy, dosti hojně, ale střídavě. Plody jsou nasazeny většinou jednotlivě. Sklízí se v polovině září, vydrží do listopadu, kdy plody začínají moučnatět.

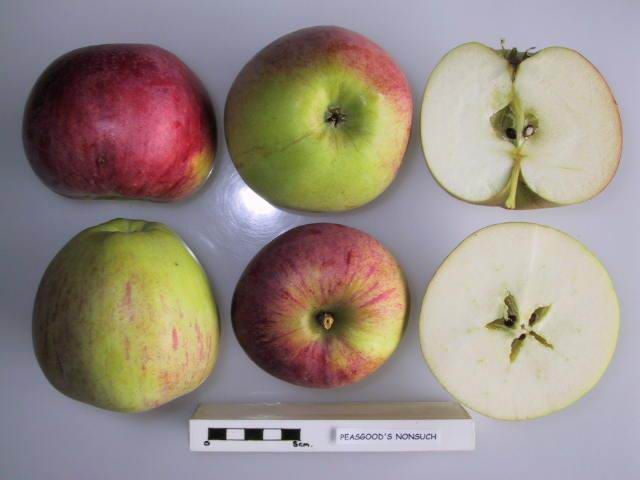
Jablko 'Peasgoodovo' dle National Fruit Collection

### Plod
Plody mají nápadný a atraktivní vzhled. Jsou ploše kulovité, pravidelné, velké až velmi velké (až 600 g), hladké, světle žlutozelené s červeným žíháním, místy slabě mramorované. Dužnina žlutobílá, křehká, šťavnatá, téměř bez žilnatiny, sladce navinulá, na řezu nehnědne. Chuť bývá hodnocena jako dobrá. Zralé plody padají a jsou náchylné na otlačení (velké plody se otlačují vlastní vahou).

### Choroby a škůdci
Strupovitostí trpí silněji, ale vůči padlí je velmi odolné. Plody i výhony trpí moniliózou. Šťavnaté plody velmi lákají vosy a jiný hmyz. Proti mrazu je dostatečně odolné.

## Hodnocení
Předností jsou velké, atraktivní plody a také velká odolnost vůči padlí. Také je velmi vhodné pro kuchyňské zpracování. Nevýhodou je náchylnost k monilióze, střídavá plodnost a krátká trvanlivost plodů.

## Další šlechtění
Veliké plody lákaly ke šlechtění řadu šlechtitelů, ale žádný výpěstek nedosáhl větší obliby, než výchozí odrůda.
Kříženci
- 'Houblon' = 'Peasgoodovo' × 'Coxova reneta' – v roce 1901
- 'S.T. Wright' = 'Peasgoodovo' × 'Bismarkovo' – v roce 1913
- 'Monarcha' = 'Peasgoodovo' × 'Dumelow's Seedling' – v roce 1918
- 'Renown' = 'Peasgoodovo' × 'Coxova reneta' – v roce 1908
- 'Rival' = 'Peasgoodovo' × 'Coxova reneta' – v roce 1900
- 'Paroquet' = 'Peasgoodovo' × 'Coxova reneta' – v roce 1897
- 'Charles Ross' = 'Peasgoodovo' × 'Coxova reneta' – v roce 1899
- 'Reverend W. Wilks' = 'Peasgoodovo' × 'Ribstonské' – v roce 1904
- 'Prince Georg' = 'Princ Albert' × 'Peasgoodovo'
- 'Colonel Yate' = 'Princ Albert' × 'Peasgoodovo' v roce 1905

Mutace
- 'Crimson Peasgood' – barevnější mutace z roku 1931